# Visegrád-Gruppe

Logo der Visegrád-Gruppe. Die Anordnung der vier schwarzen Punkte entspricht der relativen Lage der Hauptstädte der vier Mitgliedstaaten.

Länder der Visegrád-Gruppe (dunkelblau) innerhalb der EU (hellblau), von Nord nach Süd:

Die Visegrád-Gruppe (polnisch Grupa Wyszehradzka, tschechisch Visegrádská skupina oder auch Visegrádská čtyřka, slowakisch Vyšehradská skupina bzw. Vyšehradská štvorka, ungarisch Visegrádi Együttműködés, manchmal auch Visegrádi csoport), gelegentlich auch Visegrád-Staaten genannt und unter der Bezeichnung V4 bekannt, besteht aus den mitteleuropäischen Staaten Polen, Tschechien, Slowakei und Ungarn. Sie besitzt keine formale oder institutionale Struktur, sondern erscheint als „halboffizielles Binnenbündnis“ in der Europäischen Union (EU) und bemüht sich um den Austausch von Informationen sowie um die Koordination politischer Positionen.

## Name
Ihr Name kommt von der ungarischen Stadt Visegrád beim Donauknie.
Dort trafen sich 1335 und 1339 die Könige von Böhmen, Ungarn und Polen, nämlich der ungarische König Karl von Anjou, Kasimir der Große von Polen und Johann von Böhmen, der mit seinem Sohn Karl erschien (später sein Nachfolger als böhmischer König, deutscher König und ab 1355 römisch-deutscher Kaiser Karl IV.).
Am 15. Februar 1991 trafen sich auf dem Schloss von Visegrád (Obere Burg) die Präsidenten von Polen (Lech Wałęsa), der Tschechoslowakei (Václav Havel) und Ungarn (József Antall) und vereinbarten Ziele, die ihre Länder als Gruppe erreichen wollten.

## Geschichte

### Bis 1999
In Visegrád wurde am 15. Februar 1991 von den damaligen Gründerstaaten Polen, Ungarn und der Tschechoslowakei in einer Erklärung die Absicht festgehalten, die nach dem Ende von Ostblock und Kaltem Krieg großteils gemeinsamen Probleme möglichst kooperativ zu lösen. Diesbezüglich verstand sich die gelegentlich als Visegrád-Dreieck bezeichnete Gruppe als Ergänzung zur Pentagonale bzw. zur Zentraleuropäischen Initiative, welche durch die Mitgliedschaft auch westlicher Staaten (Österreich und Italien) politisch zu uneinheitlich war. Neben den gemeinsamen Interessen in Richtung EU- und NATO-Beitritt und verstärkter Zusammenarbeit auf den Gebieten Kultur und Wirtschaft ging es der Visegrád-Gruppe auch um technische Kooperation und einige Fragen nationaler Minderheiten. Dabei wurde die Förderung von zivilgesellschaftlichen und wirtschaftlichen Kontakten vereinbart, jedoch keinerlei Institutionen geschaffen. Ein weiteres Treffen der Gruppe fand am 6. Oktober 1991 in Visegrád statt. Nach der Auflösung der Tschechoslowakei Anfang 1993 wurden die neuen Staaten Slowakei und Tschechien unabhängige Mitglieder.
Im November 1998 haben die damaligen Regierungen der nunmehr vier Staaten bei einem Treffen in Budapest eine Wiederaufnahme der Zusammenarbeit in Form von regelmäßigen halbjährlichen Treffen beschlossen.

### Seit 1999
Mit Wirkung zum 14. Mai 1999 wurde der Internationale Visegrád-Fonds von den Mitgliedern in Bratislava gegründet. Der Fonds wird von allen Mitgliedern gemeinsam finanziert und unterstützt unter anderem kulturelle Netzwerke und vergibt jährlich Stipendien an Studenten, Promovierende und Wissenschaftler zum akademischen Austausch. Auf Initiative des Visegrád-Fonds wird jährlich am 15. Februar der Internationale Visegrád-Tag gefeiert.
Polen, Tschechien und Ungarn traten am 12. März 1999 der NATO bei, die Slowakei (zusammen mit sechs anderen mitteleuropäischen Staaten) am 29. März 2004 (→ NATO-Osterweiterung). Am 13. Dezember 2002 wurden die Beitrittsverhandlungen zwischen der EU (die damals aus 15 Staaten bestand) und den V4-Staaten (und vier weiteren mitteleuropäischen Staaten sowie Malta und Zypern) abgeschlossen. Daraufhin traten sie zum 1. Mai 2004 der EU bei. Überdies hat die Slowakei als bisher einziges V4-Land ihre nationale Währung abgeschafft und (zum 1. Januar 2009) den Euro eingeführt.
Auch nach dem Erreichen dieser wichtigen Ziele behielten die V4-Länder eine gemeinsame Linie in ihrer Außenpolitik bei. So eröffneten sie im Jahr 2010 eine gemeinsame diplomatische Vertretung in Südafrika.
Trotz Mitgliedschaft in der NATO ist die kollektive Sicherheit weiterhin eines der Kernanliegen der Visegrád-Gruppe. Insbesondere das teils angespannte Verhältnis zu Russland ist ein Themenfeld. Auch Probleme wie der islamistische Terrorismus und die Regelung des Grenzverkehrs werden diskutiert.
Beim V4-Treffen am 12. Mai 2011 in Levoča wurden Möglichkeiten zur Aufstellung einer gemeinsamen EU Battlegroup bis zum Jahr 2016 erörtert. Die Einheit soll etwa Bataillonsstärke haben und unter der militärischen Führung Polens stehen. Die Aufstellung der Kampftruppe bis 2016 wurde bei einem Gipfeltreffen der vier Verteidigungsminister in Warschau am 6. März 2013 beschlossen.

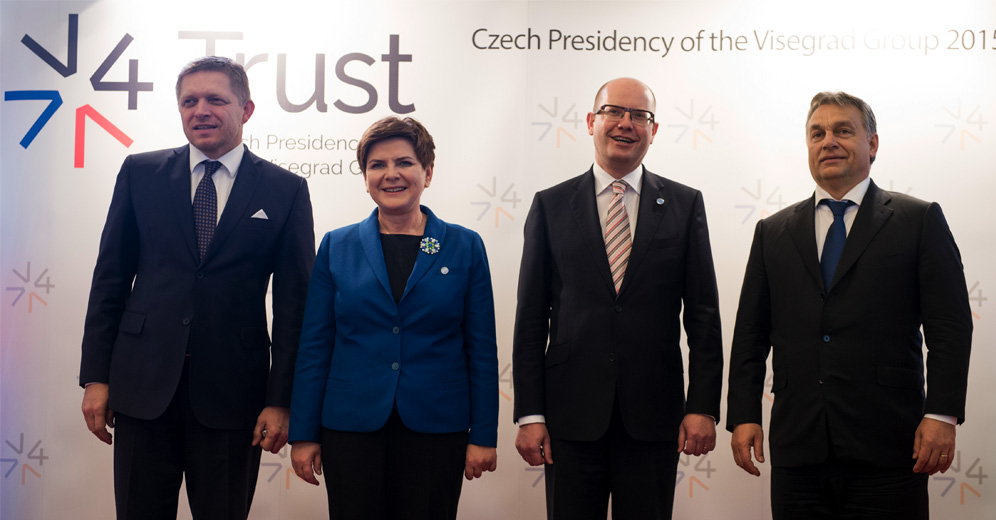
Treffen der V4-Ministerpräsidenten („Visegrad-Gipfel“) 2015 in Prag, v. l. n. r.: Robert Fico (Slowakei), Beata Szydło (Polen), Bohuslav Sobotka (Tschechien), Viktor Orbán (Ungarn)

Im Oktober 2015, während auf der Balkanroute hunderttausende Flüchtlinge Richtung Deutschland und Nordeuropa zogen, schickte Polen 70 Beamte zur verstärkten Sicherung der EU-Außengrenze nach Ungarn. Diese gemeinsame Migrations- und EU-Außengrenzenpolitik wird insbesondere von Deutschland stark kritisiert, da sie im Widerspruch zu dem von Deutschland geforderten dauerhaften Verteilungsautomatismus von Asylbewerbern auf alle EU-Staaten mittels einer Verteilungsquote steht.
Am 15. Februar 2016, dem 25. Gründungstag der Gruppe, sagte der tschechische Premier Bohuslav Sobotka, man wolle in Zukunft die Position der V4-Staaten innerhalb der EU stärken, da „der Einfluss der Mitgliedsstaaten in der EU durch eine Gruppierung vervielfacht “ werde.
Im August 2016 war die deutsche Bundeskanzlerin Angela Merkel zu Gast beim Treffen der V4-Regierungschefs in Warschau. Die Regierungen dieser Länder (Kabinett Szydło, Kabinett Orbán III, Kabinett Sobotka und Kabinett Fico III) lehnen weiterhin jegliche Quoten ab, mit denen die in der EU ankommenden Flüchtlinge auf die EU-Staaten verteilt werden sollen. Solche Quoten werden seit dem Abschluss des EU-Türkei-Abkommens vom 18. März 2016 verstärkt diskutiert.
Im Juli 2017 war der israelische Ministerpräsident Benjamin Netanjahu zu Gast beim Treffen der V4-Regierungschefs in Budapest. In der Abschlusserklärung des Treffens hieß es, dass die Länder der Visegrád-Gruppe ihre Zusammenarbeit mit Israel „in verschiedenen Bereichen wie Wirtschaft, Kultur und Terrorbekämpfung ausbauen“ sowie an einer Verbesserung der allgemeinen Beziehungen zwischen Israel und der EU arbeiten wollen. Der folgende „V4-Gipfel“ sollte auf Einladung Netanjahus hin in Israel stattfinden, wurde jedoch im Februar 2019 aufgrund eines Streits zwischen Polen und Israel abgesagt.

### Visegrád Plus (nicht zustande gekommen)
Der tschechische Staatspräsident Miloš Zeman hat am 3. April 2014 auf einer Pressekonferenz in der slowenischen Hauptstadt Ljubljana bekanntgegeben, dass in Zukunft auch Slowenien und Österreich an den Sitzungen einer erweiterten Visegrád-Gruppe teilnehmen sollen. Am 4. April 2014 gab allerdings das ungarische Außenministerium durch seinen Sprecher Gábor Kaleta zu verstehen, dass eine Erweiterung der Visegrád-Gruppe nicht geplant sei. Als Alternativlösung in der Folge der ablehnenden Haltung Ungarns haben Tschechien, die Slowakei und Österreich im Frühjahr 2015 das diese drei Länder betreffende Austerlitz-Format ins Leben gerufen. Das erste Treffen fand am 29. Januar 2015 im tschechischen Slavkov u Brna (Austerlitz) statt.

## Organisation und Folgen für die Europäische Union
In den Politik- bzw. Organisationswissenschaften wird aktuell von Marcel Schütz und Finn-Rasmus Bull (2017) die Visegrád-Gruppe als eine Art innere strukturelle Sonderform (in dem Fall der EU und ihrer Organisation) beschrieben. Weil im EU-Verbund eine direkte Hierarchie aufgrund der egalitären Mitgliedschaften (siehe Einstimmigkeitsprinzip) ausfällt, kommt es ersatzweise zu internen Zweckbündnissen wie dem der inzwischen prominenten Oststaaten-Gruppe. Bei derartigen Formen „ist von dauerhaften Allianzen und temporären Koalitionen zu sprechen, die eine interne Konfrontationsstruktur herausbilden“ können. Das populäre Beispiel dafür ist die Visegrád-Gruppe, die als Binnenorganisation eine gewisse Entkoppelung von der Hauptstruktur (der Europäischen Union) provoziert bzw. zur Folge hat. Die Visegrád-Staaten seien gegenwärtig, so folgern die EU-Forscher Schütz und Bull in ihrer Analyse, vor allem „verbunden im Grundsatz einer inneren Opposition“. Sie schließe sich damit teilweise selbst aus, nämlich insofern, wie es der Sicherung ihrer innenpolitischen Positionen in den vier Nationalstaaten bzw. den örtlichen Regierungsinteressen diene. Stimmten die politischen Erwartungen bzw. Forderungen der Mehrheits-Union nicht mit den politischen Vorstellungen der Ost-Gruppe überein, greife diese auf „ihre eigene Darstellung als ,Binnenbündnis‘ zurück“ und stabilisiere damit das Binnenbündnis. Nach Schütz und Bull führt diese Konfrontation regelmäßig in komplizierte Entscheidungslagen: Die Mitglieder der Union müssten sich nach ihrem Eintritt in die EU nicht nur nicht in eine Hierarchie eingliedern, sie „können auch noch Möglichkeiten nutzen, mittelbar oder unmittelbar die eingegangenen Pflichten gegenüber der Union weitestgehend folgenlos unbeachtet zu lassen“. Schütz und Bull kommen zu dem Ergebnis, dass eine derart erschwerte Entscheidungskonstellation ein elementares Organisationsproblem der EU bedeute, die EU aber (darin besteht ein strukturelles Dilemma) kaum nennenswerte Möglichkeiten habe, innere Opposition zu sanktionieren. Scharfe Offensiven gefährdeten die Existenz der EU, schließlich könnten die Oststaaten auf einen Austritt hinwirken oder auch nur damit drohen und damit die Union destabilisieren. Stattdessen würden, so argumentieren die Autoren, informelle Binnenbündnisse gerade deshalb (wenn auch vonseiten Brüssels nicht immer stillschweigend) geduldet, da diese oppositionelle Entfaltung in der EU letztlich wieder „eine wichtige Ressource zur Stabilisierung ihrer formalen Ordnung“ bedeute.

## Kennzahlen
Innerhalb der Mitgliedstaaten leben etwa 65 Millionen Menschen auf einer Fläche von ca. 530.000 km². Das gemeinsame BIP betrug 2017 rund 975 Milliarden US-Dollar.
| Mitgliedstaat | Einwohner  | Hauptstadt | BIP pro Kopf (KKP) | Staats- schulden- quote | Arbeits- losen- quote | Korruption | CO₂-Emission pro Kopf | Index der menschlichen Entwicklung (2014) |
| ------------- | ---------- | ---------- | ------------------ | ----------------------- | --------------------- | ---------- | --------------------- | ----------------------------------------- |
| Polen         | 38.485.779 | Warschau   | 29.291 US$         | 51                      | 3,8 %                 | 55         | 8,11 t                | 0,843                                     |
| Slowakei      | 5.421.349  | Bratislava | 32.110 US$         | 50                      | 6,8 %                 | 53         | 6,28 t                | 0,844                                     |
| Tschechien    | 10.521.600 | Prag       | 36.916 US$         | 35                      | 2,3 %                 | 56         | 9,60 t                | 0,870                                     |
| Ungarn        | 9.908.798  | Budapest   | 28.375 US$         | 70                      | 3,7 %                 | 42         | 5,07 t                | 0,828                                     |

## Hörfunk und Dokumentarfilm
- Henryk Jarczyk, Stephan Ozsváth, Peter Lange: Die Visegrad-Gruppe – Bremsklotz der europäischen Flüchtlingspolitik. In: Deutschlandfunk – „Hintergrund“ vom 25. August 2016.
- Dominic Egizzi, Marta Schröer: Wut auf Brüssel. Polen, Ungarn und die EU. In: ZDFinfo. 17. April 2019.